# Emanuel Gigliotti
Emmanuel Gigliotti (Buenos Aires, 20 maggio 1987) è un calciatore argentino, attaccante del Colón (SF).

## Biografia
Gigliotti ha lontane origini italiane, precisamente calabresi, in virtù di un bisnonno paterno che emigrò nella Terra del Fuoco.

## Carriera

### Nazionale
Il 14 settembre 2011 viene convocato in Nazionale dal commissario tecnico Alejandro Sabella per l'amichevole contro il Brasile, nel corso della quale fa il suo esordio con la selezione argentina entrando in campo al 25' del primo tempo al posto di Mauro Boselli.

## Statistiche

### Cronologia presenze e reti in nazionale
| Cronologia completa delle presenze e delle reti in nazionale ― Argentina | Cronologia completa delle presenze e delle reti in nazionale ― Argentina | Cronologia completa delle presenze e delle reti in nazionale ― Argentina | Cronologia completa delle presenze e delle reti in nazionale ― Argentina | Cronologia completa delle presenze e delle reti in nazionale ― Argentina | Cronologia completa delle presenze e delle reti in nazionale ― Argentina | Cronologia completa delle presenze e delle reti in nazionale ― Argentina | Cronologia completa delle presenze e delle reti in nazionale ― Argentina |
| Data                                                                     | Città                                                                    | In casa                                                                  | Risultato                                                                | Ospiti                                                                   | Competizione                                                             | Reti                                                                     | Note                                                                     |
| ------------------------------------------------------------------------ | ------------------------------------------------------------------------ | ------------------------------------------------------------------------ | ------------------------------------------------------------------------ | ------------------------------------------------------------------------ | ------------------------------------------------------------------------ | ------------------------------------------------------------------------ | ------------------------------------------------------------------------ |
| 15-9-2011                                                                | Córdoba                                                                  | Argentina                                                                | 0 – 0                                                                    | Brasile                                                                  | Amichevole                                                               | -                                                                        | 25’                                                                      |
| Totale                                                                   |                                                                          | Presenze                                                                 | 1                                                                        |                                                                          | Reti                                                                     | 0                                                                        |                                                                          |

## Palmarès

### Club

#### Competizioni nazionali
- Campionato argentino: 1

Boca Juniors: Apertura 2015
- Campionato messicano: 1

León: Apertura 2020
- Campionato uruguaiano: 1

Nacional: 2022

#### Competizioni internazionali
- Copa Sudamericana: 1

Independiente: 2017